# Libertyn (film)
Libertyn – francuska komedia kostiumowa z 2000 roku w reżyserii Gabriela Aghion, stanowiąca ekranizację wydanej trzy lata wcześniej sztuki teatralnej Erica-Emmanuela Schmitta pod tym samym tytułem.

## Opis fabuły
Film opowiada o wydarzeniach mających miejsce w czasie, gdy Denis Diderot przebywał w wiejskiej posiadłości pewnego szlachcica, gdzie w ukryciu drukował kolejne części swojej nielegalnej wówczas Encyklopedii. W wolnych chwilach oddawał się życiu tytułowego libertyna, pełnemu uczt, zabaw, romansów i seksualnych przygód.

## Obsada
- Vincent Pérez jako Denis Diderot
- Fanny Ardant jako pani Therbouche
- Josiane Balasko jako baronowa d'Holbach
- Michel Serrault jako kardynał
- Arielle Dombasle jako pani de Jerfeuil
- Christian Charmetant jako kawaler de Jerfeuil
- Françoise Lépine jako pani Diderot
- François Lalande jako baron d'Holbach
- Bruno Todeschini jako markiz de Cambrol
- Arnaud Lemaire jako markiz de Lutz
- Audrey Tautou jako Julie d'Holbach
- Vahina Giocante jako Angélique Diderot